# Alenia Aermacchi M-346 Master
Alenia Aermacchi M-346 là một máy bay huấn luyện quân sự do Alenia Aermacchi của Ý sản xuất trên cơ sở hợp tác với Yakolev của Nga. Sau khi các công ty thiết kế không thống nhất được với nhau về các mặt phát triển của máy bay, 2 công ty đã dựa trên mẫu thiết kế ban đầu để phát triển hai mẫu khác nhau. Phiên bản của Aermacchi là M-346, còn của Yakovlev là Yak-130.

## Phát triển
Năm 1992, Aermacchi đã ký một thỏa thuận hợp tác với Yakovlev để cung cấp hỗ trợ tài chính và kỹ thuật cho máy bay huấn luyện mới mà công ty đã phát triển từ năm 1991 cho Không quân Nga để cạnh tranh với Mikoyan MiG-AT . Aermacchi cũng giành được quyền sửa đổi và tiếp thị máy bay cho thị trường phương Tây.
Lúc đó, máy bay đã được tiếp thị trên thị trường với tên gọi Yak/AEM-130, tuy nhiên, vào năm 2000, những mối bất đồng giữa hai hãng đã dẫn tới sự kết thúc mối hợp tác giữa hai hãng, dẫn đến việc mỗi công ty đã phát triển máy bay độc lập, Aermacchi sẽ tiếp thị loại máy bay này trên thị trường thế giới ngoại trừ Nga và CIS. Phiên bản của Nga cũng đã được hoàn thành bởi Yakovlev và Sokol, dưới một thời gian biểu khác.

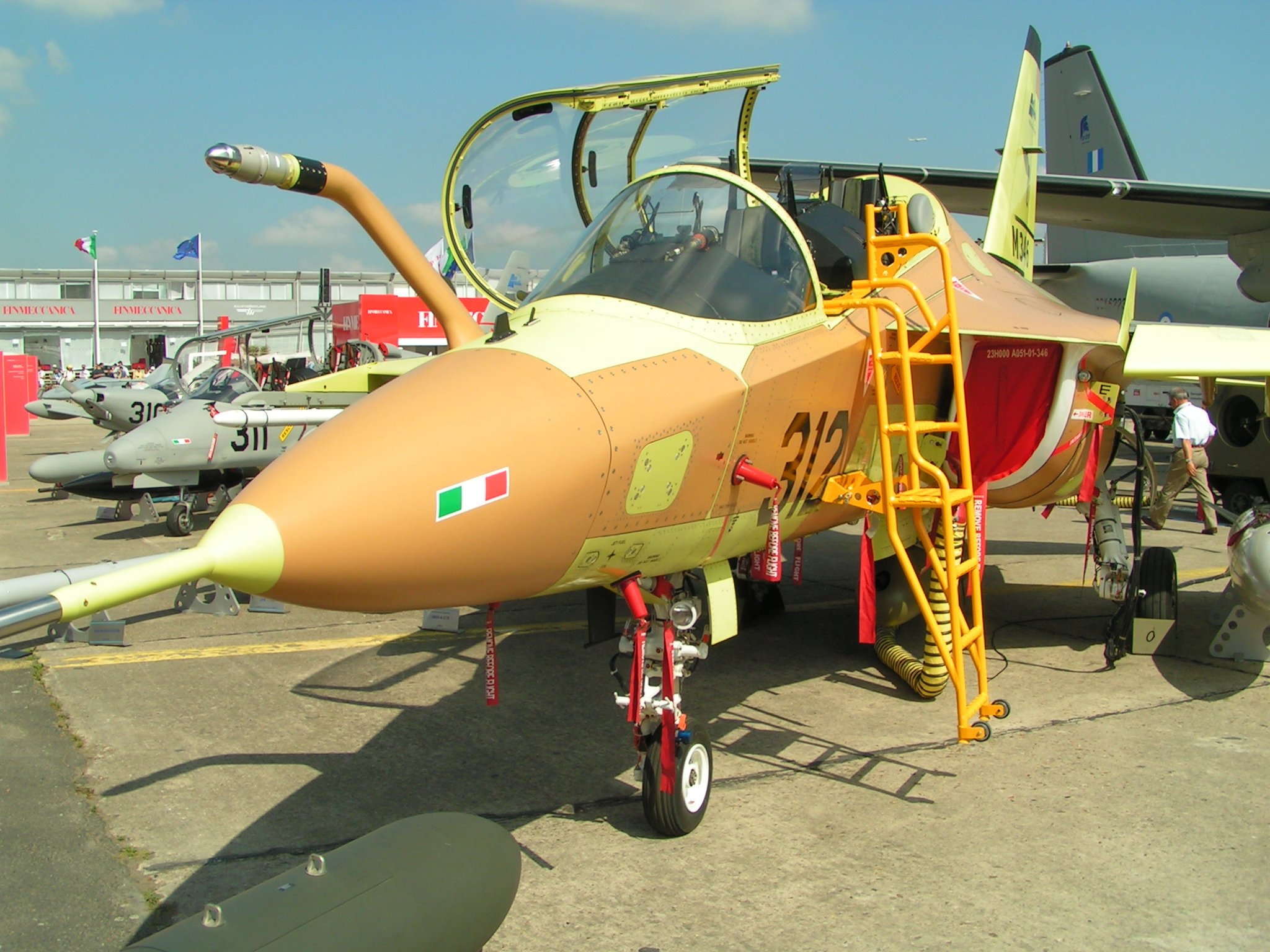
M-346 trong một cuộc triển lãm hàng không

M-346 là một phiên bản sửa đổi cao của loại máy bay Yak/AEM-130đang được phát triển theo liên doanh. Khác với Yak-130 sử dụng thiết bị của Nga, M-346 sử dụng thiết bị từ các nhà sản xuất phương Tây, chẳng hạn như hệ thống điều khiển bay kỹ thuật số được phát triển bởi sự hợp tác giữa Teleavio, Marconi Italiana và BAE Systems. Aermacchi cũng chọn động cơ phản lực cánh quạt Honeywell F124 để cung cấp năng lượng thay cho động cơ Povazske Strojarne DV-2S dự kiến ban đầu.
Mẫu thử nghiệm đầu tiên được trưng bay vào ngày 7 tháng 6 năm 2003 và bay lần đầu tiên vào 15 tháng 7 năm 2004. Nó được chờ đợi có thể giao hàng vào năm 2008. Hai nguyên mẫu nữa đã được chế tạo vào năm 2004, mẫu thứ hai sẽ là một mẫu tiền sản xuất của loại máy bay này.
Trong tháng 1 năm 2005, bộ trưởng quốc phòng Hy Lạp đã ký một bản ghi nhớ (MOU) để trở thành một đối tác trong chương trình phát triển M-346.
M-346 sẽ đáp ứng việc huấn luyện phi công chiến đấu cho máy bay tiêm kích với khả năng góc tấn công cao. Thiết kế khí động học của M-346 sử dụng lực nâng xoáy để tạo sự linh hoạt và dễ điều khiển tại góc lớn tất cao và sử dụng hệ thống điều khiển Fly-By-Wire.
Động cơ sẽ là loại Honeywell' F-124, hệ thống điều khiển bay số do Teleavio/Marconi cung cấp trong sự hợp tác với BAE Systems của Santa Monica, và Dowty, Microtecnica trong việc cung cấp cơ cấu truyền động.
Lực lượng vũ trang Ý dự định mua một lô đầu tiên gồm 14 chiếc M-346. Lưu trữ ngày 27 tháng 9 năm 2007 tại Wayback Machine

## Các biến thể

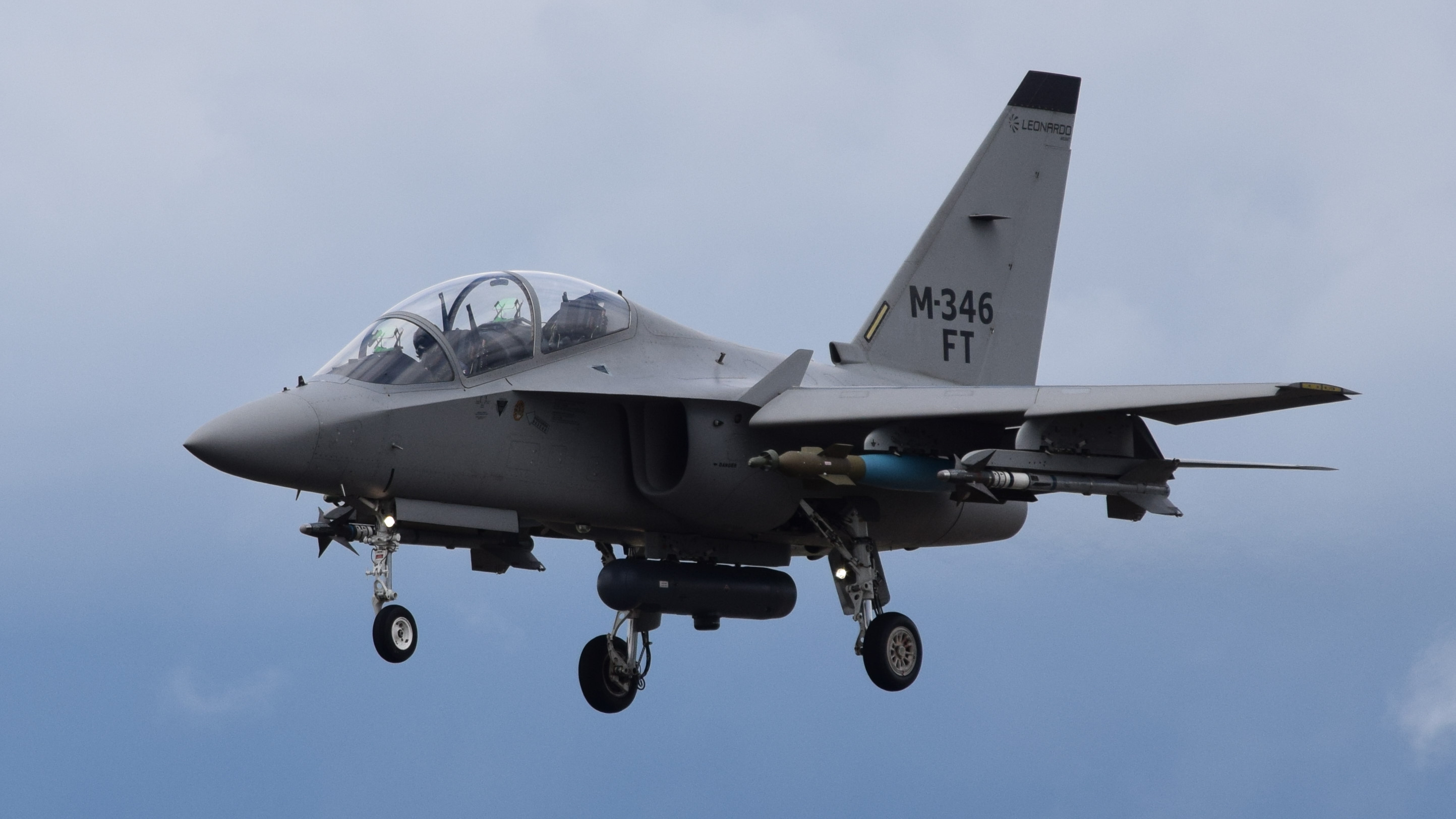
Biến thể M-346FT đa nhiệm 2016

M-346Phiên bản cơ bản
T-346APhiên bản thiết kế riêng cho quân đội Italia năm 2012.
M-346LCA (Light Combat Aircraft)Phiên bản thiết kế theo đặt hàng của Ba Lan nhằm thay thế cho dòng Su-22.
M-346FT (Fighter Trainer)Phiên bản đa nhiệm huấn luyện / chiến đấu với một số cải tiến.
M-346FA (Fighter Attack)Phiên bản chiến đấu với khả năng tác chiến và tải trọng tăng cường.
T-100Phiên bản thiết kế cho Không quân Mỹ dùng trong Chương trình T-X.

## Các quốc gia sử dụng
Israel

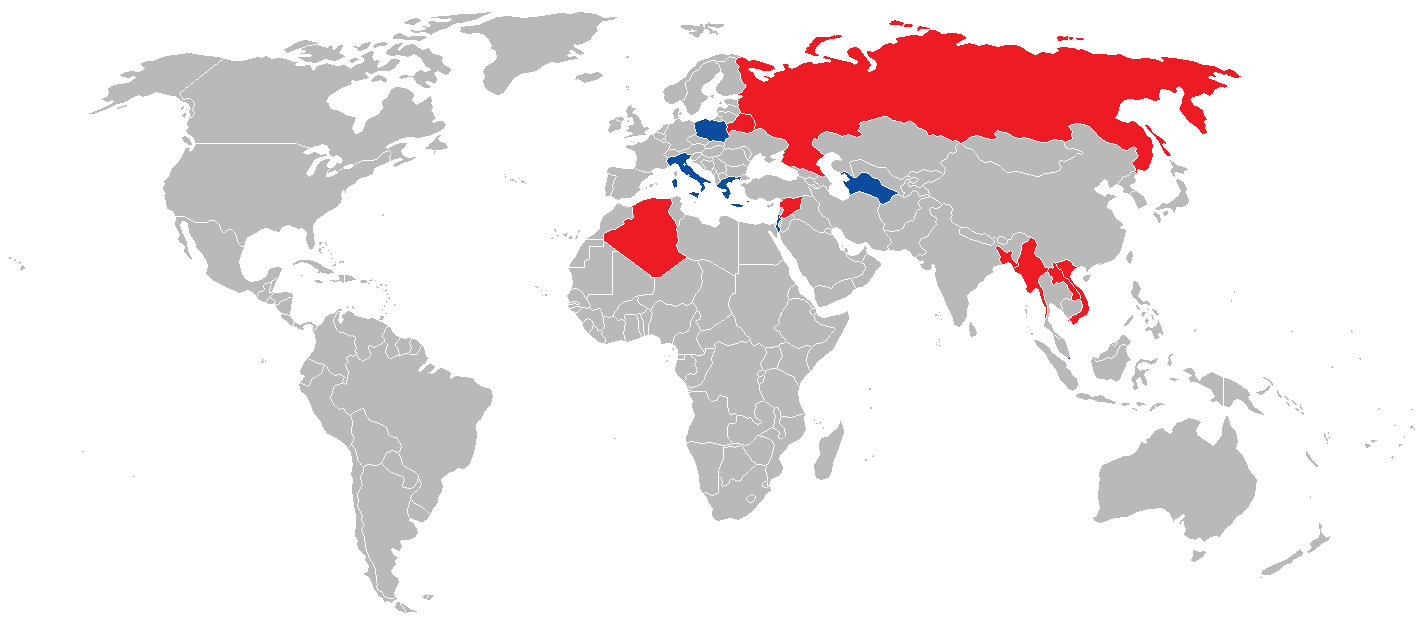
Bản đồ các quốc gia sử dụng M-346 (màu xanh) và Yak-130

- Không quân Israel (IAF) – 30 chiếc đang hoạt động,[12] received in an exchange deal for AWACS and reconnaissance satellites being built by Israel Aerospace Industries for Italy.[13] designated M-346 "Lavi"

 Ý
- Không quân Italia – 18 aircraft on order, designated T-346A

 Ba Lan
- Không quân Ba Lan - 8 aircraft on order, designated M-346 "Bielik"
  - 41 Baza Lotnictwa Szkolnego in Dęblin were delivered the first two in November 2016.[14] Both aircraft were not officially received until June 2017 due to non-compliance with contract specifications, delivery deadline was November 2016.[15]

 Singapore
- Không quân Singapore (RSAF) – 12 in service[16][17]

## Thông số kỹ thuật (M-346)

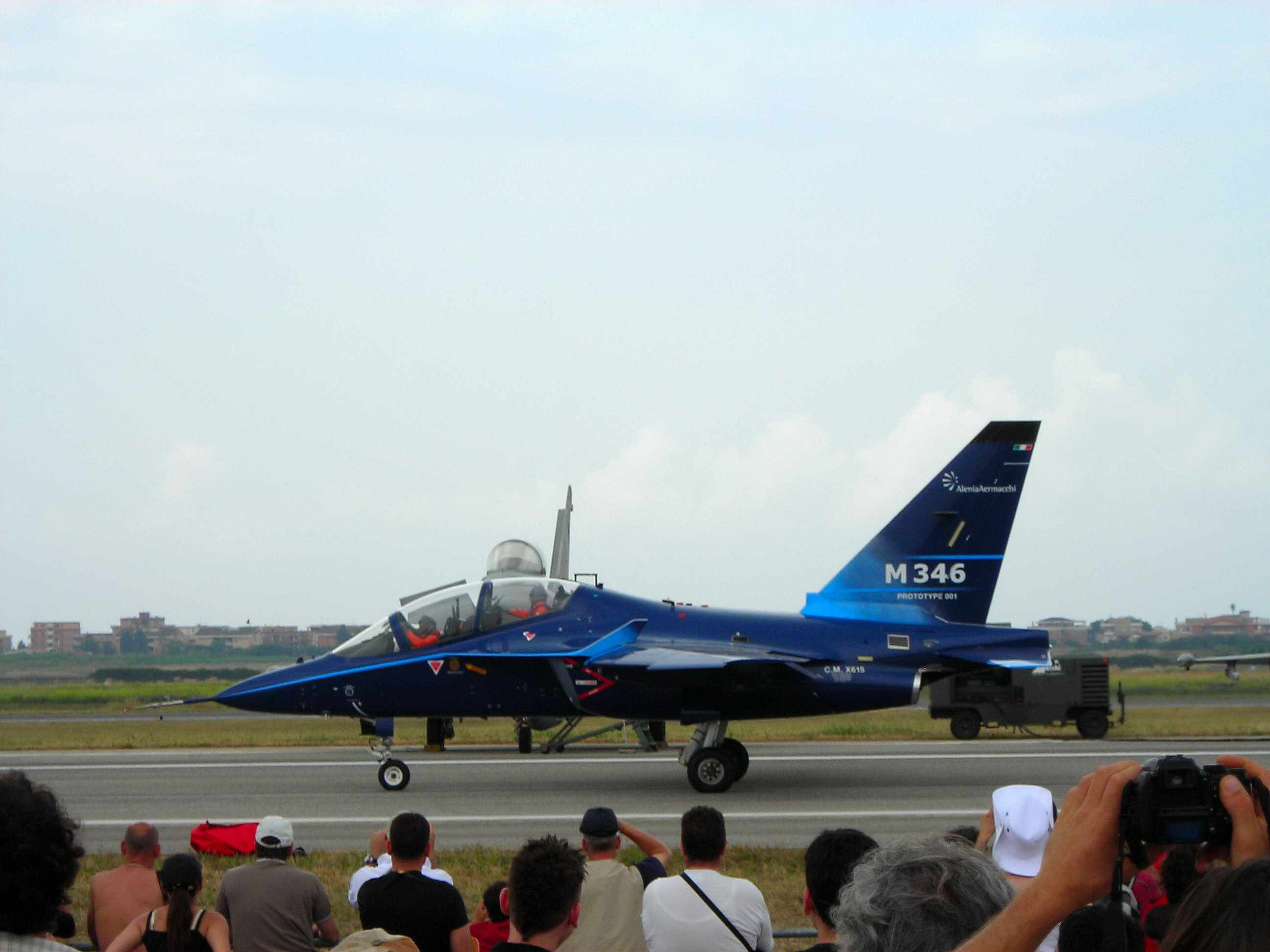
M-346 nguyên mẫu đầu tiên

### Đặc điểm riêng
- Phi đoàn: 2, học viên và giáo viên
- Chiều dài: 11.49 m (37 ft 8 in)
- Sải cánh: 9.72 m (31 ft 11 in)
- Chiều cao: 4.98 m (15 ft 7 in)
- Diện tích cánh: 23.5 m² (253 ft²)
- Trọng lượng rỗng: 4.610 kg (10.163 lb)
- Trọng lượng cất cánh: 6.700 kg (14.770 lb)
- Trọng lượng cất cánh tối đa: 9.500 kg (20.945 lb)
- Động cơ: 2× ITEC F124-GA-200, 27.8 kN (6.250 lbf) mỗi chiếc

### Hiệu suất bay
- Vận tốc cực đại: 983 km/h (614 mph)
- Tầm bay: n/a
- Trần bay: 13.715 m (45.000 ft)
- Vận tốc lên cao: 6.098 m/phút (20.000 ft/min)
- Lực nâng của cánh: 285 kg/m² (58.3 lb/ft²)
- Lực đẩy/trọng lượng: 4.1 N/kg

### Vũ khí
- 9 giá treo cho súng, bom, rocket và tên lửa.

## Nội dung liên quan

### Máy bay có cùng sự phát triển
- Yakovlev Yak-130
- HAIG L-15

### Máy bay có tính năng tương đương
- EADS Mako/HEAT
- FMA IA 63 Pampa
- BAE Hawk 200
- Mikoyan MiG-AT